# Нандамури Тарака Рама Рао (младший)
Нандамури Тарака Рама Рао (англ. Nandamuri Taraka Rama Rao, телугу నందమూరి తారక రామారావు, известный как НТР младший; род. 20 мая 1983 года) — индийский актёр, снимающийся в фильмах на телугу. Лауреат премий Filmfare Awards South и Nandi Awards. Является послом брендов таких компаний, как Malabar Gold, Himani Navratna Hair Oil и Zandu Balm.
Занимал 66-е место в списке «100 индийских знаменитостей», составленном журналом Forbes в 2012 году.
Является недействующим членом партии Телугу десам, основанной его дедом.

## Биография
НТР младший родился 20 мая 1983 года в Хайдарабаде в семье актёра и политика Нандамури Харикришны и его второй жены Шалини. У него было два брата и сестра по отцу: Джанаки Рам (погиб в автокатастрофе 6 декабря 2014 года), Сухасини и Кальян Рам.
НТР младший получил имя в честь своего деда — известного актёра и политика НТР старшего.
Будущий актёр учился сначала в Vidyaranya High School, затем в Vignan Engineering College в Гунтуре, который его попросили покинуть из-за плохого поведения. Потом он поступил в колледж Святой Марии в Хайдарабаде, где завершил второй год обучения, после чего оставил учёбу.
В течение 12 лет он занимался танцами в стиле кучипуди.
5 мая 2011 года Рама Рао женился на Лакшми Пранатхи, дочери Нарне Шриниваса Рао, владельца новостного канала Studio N.
У пары двое сыновей: Абхай Рам, родившийся 22 июля 2014 года, и Бхаргава Рам, родившийся 14 июня 2018 года.

## Карьера

### 1991—2009
НТР начал свою карьеру как ребёнок-актёр в фильме своего деда Brahmashri Vishwamitra (1991). Затем он сыграл бога Раму в детском фильме Ramayanam (1996). Восхищенный его игрой в последнем, Рагхавендра Рао рекомендовал его режиссёру С. С. Раджамаули, подбиравшему актёров для своего дебютного фильма Student No.1. Однако производство картины затянулось, и первой на экран с ним вышла романтическая драма Ninnu Choodalani (2001).
Фильм был встречен негативными отзывами, актёру настоятельно советовали поработать над сценическим мастерством, подачей диалогов и лишним весом.
Положение исправил успех вышедшего через несколько месяцев Student No.1, доходы от которого более чем в шесть раз превысили бюджет.
Критики отметили значительное количество улучшений в исполнении НТР по сравнению с его первым фильмом.
После этого актёр подписался на фильм ещё одного режиссёра-дебютанта В. В. Винайяка Aadi. Картина стала одной из самых кассовых в Толливуде в 2002 году. В рецензии было отмечено, что НТР «вынес весь фильм на своих плечах».
За эту роль он был номинирован на Filmfare Award за лучшую мужскую роль в фильме на телугу и получил специальный приз жюри Nandi Awards.
В том же году он снялся в киноленте режиссёра Б. Гопала Allari Ramudu, собравшей среднюю кассу, но продержавшейся в прокате более 100 дней. За свою работу НТР получил положительные отзывы, особенно выделяющие его мастерство в модуляции голоса.
В 2003 году актёр принял участие в политическом триллере А. М. Ратнама Naaga. Фильм плохо показал себя в кассе и получил смешанные отзывы, однако выступление НТР было удостоено похвалы.
Другим его фильмом того года стала вторая работа режиссёра Раджамаули «Симхадри». Картина стала одной из самых успешных в году и поставила своеобразный рекорд, продержавшись в прокате 100 дней в 150 кинотеатрах и 175 дней в 50.
Критики остались весьма довольны прогрессом актёрского мастерства, который показал НТР.
Затем последовал высокобюджетный боевик Пури Джаганнатха Andhrawala (2004), который несмотря на большие ожидания производителей, провалился в прокате.
Критики похвалили работу, проделанную актёром, однако посоветовали впредь избегать подобных ролей.
В том же году НТР снялся в фильме Samba В. В. Винаяка. Картина собрала хорошую кассу в первые же дни проката.
Отзывы об игре ведущего актёра также были в основном положительные.
В 2005 году НТР сыграл в семейной драме Naa Alludu вместе с Шрией Саран и Женелией де Соуза. Однако, несмотря на звёздный актёрский состав, фильм стал самым большим провалом года в кинематографе телугу. Критики назвали его «посредственным», хотя исполнение роли НТР встретили положительно.
Другим фильмом этого года стала следующая работа Б. Гопала Narasimhudu, с Самирой Редди и Амишей Патель в качестве героинь. Картина также стала большим разочарованием и получила негативные отзывы.
После череды неудач НТР взял перерыв, и следующий его фильм «Ашок» режиссёра Сурендера Редди вышел только год спустя. Кинолента имела успех в первые дни проката, но по итогам также, как и пара предыдущих, не смогла окупить расходов и получила смешанные отзывы.
В том же году актёр принял участие в экспериментальном фильме «Ракхи» режиссёра Кришны Вамси в паре с Илеаной де Круз. Картина имела умеренный коммерческий успех, но была хорошо встречена критиками. Это выступление называют одним из лучших в карьере НТР, особенно в сценах перед интервалом.
В 2007 году НТР в третий раз объединился с режиссёром С. С. Раджамаули в работе над фэнтези-фильмом «Непревзойдённый хитрец». Для съёмок актёр похудел на 20 кг.
По сюжету его герой, мелкий воришка Раджа, оскорбляет бога смерти Яму, за что тот решает лишить его отведённой ему долгой жизни и поскорее отправить в загробный мир. Однако даже умерев, герой не отчаивается, а решает захватить власть на том свете. Бога Яму сыграл Мохан Бабу, а возлюбленную героя — Приямани. Картина имела успех в прокате, получила статус «супер-хит» и исключительно положительные отзывы.
НТР был удостоен Filmfare Awards South и нескольких других наград за лучшую мужскую роль.
После этого актёр принял участие в съёмках «Мстителя» (2008) Мехера Рамеша в паре с Хансикой Мотвани. Его герой в этом фильме поднимается по криминальной лестнице и ввязывается в противостояние с криминальным боссом, чтобы отомстить ему за то, что ему пришлось расти сиротой. Фильм получил смешанные отзывы, наибольшее внимание было сосредоточено на танцевальных навыках НТР.
В тот год актёр также появился в музыкальном номере фильма «Чинтакайла Рави», после чего взял перерыв, чтобы заняться политикой.

### 2010 — настоящее время
Вернувшись в индустрию кино в 2010 году, НТР сыграл двойную роль в фильме «Столкновение» В. В. Винаяка. Его персонажи — разлучённые в детстве братья-близнецы, один из которых вырастает борцом с преступностью, а другой становится священником. Фильм стал хитом. Радхика Раджамани из Rediff.com в своей рецензии написала, что актёр «просто изумителен, как Чари, громко разглагольствующий брахман, а его Нарасимха является жёстким, но более здравомыслящим. НТР хорошо показал контрасты».
Следующим фильмом, в котором он снялся в том году, стал «Суперигрок» режиссёра Вамси Паидипалли. Главные женские роли в нём сыграли Каджал Аггарвал и Саманта Рут Прабху.
Картина имела успех в прокате и у критиков.
NDTV написал, что «выступление НТР является, безусловно, основным моментом фильма»,
однако Rediff.com заметил, что ему не хватает страсти.
Актёр вновь снялся в паре с Илеаной в фэнтези-боевике Мехера Рамеша «Сила Шакти» в 2011 году, где он сыграл отца и сына, стоящих на страже благополучия Индии. Фильм имел огромный для Толливуда бюджет в 450 млн рупий
и агрессивную рекламную кампанию, однако с треском провалился в прокате.
Радхика Раджамани из Rediff.com написала в своей рецензии, что «НТР в какой-то степени пытается спасти положение своими потрясающими танцами, а также игрой в некоторых из его ранних сцен»,
а The Times of India добавила, что «НТР-младший, без сомнений, талантливый артист… Но этого было недостаточно, чтобы спасти этот фильм».
В том же году на экраны вышел фильм Сурендера Редди «Хамелеон», где актёр снялся вместе с Таманной Бхатия, сыграв повесу Тони, который пытается добиться любви девушки, помолвленной с другим, одновременно объявив войну известному мафиози. Фильм собрал среднюю кассу и получил смешанные отзывы критиков.
В 2012 году НТР принял участие в съёмках фильма «Сын тигра» режиссёра Бояпати Срину в паре с Тришей Кришнан. Его герой соглашается выдать себя за наследника богатой семьи, чтобы жениться на любимой девушке, не подозревая, что с новыми родственниками ему достаётся семейная вражда. Картина получила смешанные отзывы, но исполнение роли НТР было высоко оценено критиками.
В следующем году актёр снялся в боевике Срину Вайтлы «Лицемер», исполнив роль хитрого молодого человека, который ввязался в преступный мир, чтобы вытащить оттуда своего отца. Для этого фильма он сменил привычный внешний вид — распрямил волосы и отрастил бородку.
Фильм собрал в прокате более 400 млн рупий, больше чем какой-либо другой фильм НТР на тот момент.
По мнению The Times of India актёр «сравнялся с превосходным качеством во всех смыслах и завладел большей частью фильма»,
а Deccan Chronicle отмечает, что «НТР младший производит впечатление как забавный возлюбленный, также как молодой сорвиголова, но очень тонкий сюжет может разочаровать его больших поклонников».
Другим его фильмом этого года стал «Ты вернёшься, Рамайя» Хариша Шанкара, женские роли в котором сыграли Саманта и Шрути Хасан. К сожалению, фильм провалился в прокате и получил смешанные и негативные отзывы, хотя НТР заслужил похвалу от критиков.
Провалом также оказался, несмотря на большие ожидания, и, вышедший в 2014 году, «Суета сует» Сантоша Шриниваса. Хотя об игре НТР отзывались положительно, например, Deccan Chronicle написал, что «он идеально подходит для своей роли и показывает изящную работу, особенно в эмоциональных сценах», однако после стольких неудач статус звезды НТР начали ставить под сомнение.
Остросюжетный боевик Пури Джаганатха «Крутой нрав» 2015 года о коррумпированном полицейском с участием Каджал укрепил его пошатнувшиеся позиции. Фильм собрал в прокате более 600 млн рупий
и был назван лучшей работой НТР со времен «Ракхи».
Умеренный успех имел также вышедший в 2016 году фильм Nannaku Prematho, снятый Сукумаром, где НТР сыграл роль сына, который чрезвычайно эмоционально привязан к своему отцу, но хладнокровен и безжалостен к его врагам. Для новой роли он вновь сменил стиль, коротко подстриг волосы по бокам головы и отрастил бороду, чтобы больше соответствовать образу жителя Лондона.
Суреш Кавирояни отметил, что в этом фильме НТР вышел из своей зоны комфорта, полностью отбросив все особенности, делающие его героем массового кино: громкие диалоги, крупные боевые эпизоды и поточные песни.
Возможно, именно это позволило ему получить свою вторую Filmfare Award South в следующем году.
В этом же году актёр приступил к съёмкам в фильме Кораталы Шивы «Доброе сердце», где он появился экране в роли эколога-активиста со временем перевоплотившегося в борца с несправедливостью.
По результатам сборов во всём мире за первую неделю проката «Доброе сердце» стал самым успешным фильмом на телугу (уступив только «Бахубали: Начало»).
В 2017 году НТР снялся в фильме Jai Lava Kusa, исполнив в нём тройную роль, включая роль антагониста. Сридхар Адви из The Times of India написал, что он сыграл все три роли «с непревзойденной легкостью. Он абсолютно правдоподобен, как кроткий Лава, хитрый Куса и грозный Джай».

## Фильмография

### Актёр
| Год  |     | Русское название               | Оригинальное название                            | Роль                             |
| ---- | --- | ------------------------------ | ------------------------------------------------ | -------------------------------- |
| 1991 | ф   |                                | Brahmashri Vishwamitra                           | Лохита                           |
| 1996 | ф   |                                | Ramayanam                                        | Рама                             |
| 2001 | ф   |                                | Ninnu Choodalani                                 | Вену Редди                       |
| 2001 | ф   |                                | Student No. 1                                    | Адитья Рао                       |
| 2001 | ф   |                                | Subbu                                            | Бала Субраманьям / Суббу         |
| 2002 | ф   | Аади                           | Aadi                                             | Аади Кешава Редди                |
| 2002 | ф   |                                | Allari Ramudu                                    | Рамакришна                       |
| 2003 | ф   |                                | Naaga                                            | Нагараджу                        |
| 2003 | ф   | Симхадри                       | Simhadri                                         | Симхадри / Сингамалай            |
| 2004 | ф   |                                | Andhrawala                                       | Мунна Пехалван и Шанкар Пехалван |
| 2004 | ф   | Самба                          | Samba                                            | Самба Шива Найду                 |
| 2005 | ф   | Мой зять                       | Naa Alludu                                       | Картик / Муруган                 |
| 2005 | ф   | Нарасимхуду                    | Narasimhudu                                      | Нарасимха                        |
| 2005 | ф   | Ашок                           | Ashok                                            | Ашок Кумар                       |
| 2006 | ф   | Ракхи                          | Rakhi                                            | Рамакришна / Ракхи               |
| 2007 | ф   | Непревзойденный хитрец         | Yamadonga                                        | Раджа                            |
| 2008 | ф   | Мститель                       | Kantri                                           | Кранти / Дев                     |
| 2008 | ф   | Чинтакайла Рави                | Chintakayala Ravi                                | камео                            |
| 2010 | ф   | Столкновение / Великолепный    | Adhurs                                           | близнецы Нарасимха и Чари        |
| 2010 | ф   | Суперигрок / Процветающий сад  | Brindavanam                                      | Кришна Прасад / Криш             |
| 2011 | ф   | Сила Шакти                     | Shakti                                           | Шакти и Рудра                    |
| 2011 | ф   | Хамелеон                       | Oosaravelli                                      | Тони                             |
| 2012 | ф   | Сын тигра / Мужество           | Dammu                                            | Рамачандра                       |
| 2013 | ф   | Лицемер / Бадшах               | Baadshah                                         | Бадшах / Рама Рао                |
| 2014 | ф   | Ты вернёшься, Рамайя           | Ramayya Vasthavayya                              | Нанду / Раму                     |
| 2014 | ф   | Суета сует                     | Rabhasa                                          | Картик Редди                     |
| 2015 | ф   | Крутой нрав                    | Temper                                           | Дая                              |
| 2016 | ф   | Моему отцу, с любовью          | Nannaku Prematho                                 | Абхирам                          |
| 2016 | ф   | Доброе сердце / Народный гараж | Janatha Garage                                   | Ананд                            |
| 2017 | ф   | Джай Лава Куша                 | Jai Lava Kusa                                    | Лав, Куша и Джай / Равана        |
| 2018 | ф   | Аравинда вместе с Рагхавой     | Aravindha Sametha Veera Raghava                  | Вира Рагхава Редди               |
| 2019 | кор |                                | Daler Mehndi & Anjana Soumya: Reddy Ikkada Soodu |                                  |
| 2022 | ф   | RRR: Рядом ревёт революция     | RRR                                              |                                  |

### Закадровый исполнитель
| Год  | Русское название       | Оригинальное название | Песня                 |
| ---- | ---------------------- | --------------------- | --------------------- |
| 2007 | Непревзойденный хитрец | Yamadonga             | «Olammi Tikkareginda» |
| 2008 | Мститель               | Kantri                | «123 Nenoka Kantri»   |
| 2010 | Столкновение           | Adhurs                | «Where is that?»      |
| 2014 | Суета сует             | Rabhasa               | «Rakasi Rakasi»       |
| 2016 | Моему отцу с любовью   | Nannaku Prematho      | «Follow Follow»       |
| 2016 | Лабиринт               | Chakravyuha           | «Geleya Geleya»       |

## Награды и номинации
- 2003 — Специальный приз жюри Nandi Awards — Aadi[22]
- 2003 — CineMAA Award за лучшую мужскую роль по мнению критиков — Aadi[79]
- 2004 — CineMAA Award за лучшую мужскую роль — «Симхадри»[80]
- 2008 — CineMAA Award за лучшую мужскую роль — «Непревзойденный хитрец»[81]
- 2008 — Filmfare Award за лучшую мужскую роль в фильме на телугу — «Непревзойденный хитрец»[48]
- 2009 — номинация Filmfare Award за лучшую мужскую роль в фильме на телугу — «Мститель»[82]
- 2011 — номинация Filmfare Award за лучшую мужскую роль в фильме на телугу — «Суперигрок»[83]
- 2016 — номинация Filmfare Award за лучшую мужскую роль в фильме на телугу — «Крутой нрав»[84]
- 2017 — Filmfare Award за лучшую мужскую роль в фильме на телугу — Nannaku Prematho[76].
- 2017 — IIFA Utsavam за лучшую мужскую роль в фильме на телугу — «Доброе сердце»[85]
- 2017 — Nandi Award за лучшую мужскую роль — Nannaku Prematho и «Доброе сердце»[86]
- 2017 — Zee Cinemalu Awards - награда в номинации King of Box Office
- 2017 — SIIMA Awards за лучшую мужскую роль — «Доброе сердце»